# Bilel Latreche
Bilel Latreche est un boxeur français d'origine algérienne né le 22 octobre 1986 à Dole, dans le Jura.
Il est licencié pour ses débuts professionnels en 2008 à l'Avant-garde de la Motte de Vesoul puis de 2010 à 2016 à Dijon. Bilel change d'équipe sportive et signe un contrat avec l'équipe de Besançon à partir de janvier 2017 à la suite de l'arrêt pour des raisons de santé de son entraîneur Marcel Giordanella (qui a notamment entraîné Jean-Marc Mormeck et András Gálfi). À la suite d'une mésentente avec l'équipe bisontine sur les termes de son contrat, Bilel Latreche revient avec l'équipe sportive d'Alain Pahon de Vesoul.

## Carrière de boxeur amateur
Né à Dole dans le Jura, Bilel Latreche commence la boxe à l'âge de huit ans dans sa ville natale. Après quatre années d'apprentissage avec ses cousins comme entraineurs, il devient double champion de France en boxe éducative à l'âge de 13 et 14 ans avant d'intégrer l'équipe de France-Olympique de boxe à Vendôme dans le Loir-et-Cher aux côtés d'Alexis Vastine.

## Carrière de boxeur professionnel
Après une carrière internationale en amateur entravée par plusieurs blessures, il décide de passer chez les professionnels à l'âge de 20 ans et signe son premier contrat avec Alain Pahon aux côtés de Frédéric Tripp.

### Champion du monde IBF espoirs
Il remporte son premier titre majeur à l'âge de 23 ans à Dijon en devenant champion du monde espoir IBF des poids super-moyens le 19 juin 2010 aux dépens de l'invaincu géorgien Boris Mdinaradze. Il conserve à deux reprises ce titre contre l'Argentin Victor Mujica et le Brésilien Cleber Argente Alves en 2011 au Palais des Sports de Dijon. 
Une opportunité de faire une unification des ceintures de champion du monde chez les espoirs lui avait été proposée mais les accords n'ayant pas été signés, l'unification IBF, WBC et WBO n'aura jamais lieu face au champion WBC et WBO, le français Hugo Kasperski.

### Champion de France professionnel
Bilel fait ensuite match nul contre l'ancien challenger mondial WBA, WBC, et IBF et double champion d'Europe EBU Morrade Hakkar à Besançon le 30 juin 2012. À la suite de ce combat, Bilel refusa de donner une revanche à Morrade Hakkar, estimant qu'il avait gagné le combat contre l'ancien champion de la cité bisontine qui avait notamment affronté à Philadelphie Bernard Hopkins.
Bilel Latrèche s'empare ensuite de la ceinture de champion de France des super-moyens le 24 novembre 2013 à Dijon après une victoire aux points contre le breton Yoan Bloyer. Avec ce titre, il rentre dans l'histoire des sportifs jurassiens en devenant le premier boxeur du Jura à devenir champion de France professionnel en boxe anglaise.
Il conserve son titre à Tahiti le 8 février 2014 contre le champion de la Polynésie Cédric Bellais puis perd son combat pour le titre Continental WBA le 6 mars 2015 à Dole face à l'Ukrainien Roman Shkarupa.
Pour son retour sur le ring, Bilel Latreche gagne aux points lors d'un combat international contre Olegs Fedetovs le 19 février 2016 à Dijon,. Il gagne un second combat à Besançon le 12 mars 2016 contre le géorgien Ramazi Gogichashvili.

### Champion d'Europe de l'IBF
Bilel Latreche remporte le 15 octobre 2016 la ceinture de champion européen IBF est-ouest en battant aux points à l'unanimité des 3 juges le champion des Pays-Bas d'origine ougandaise Farouk Daku. Cette ceinture honorifique relance sa carrière et lui permet d'intégrer le classement de la fédération mondiale IBF.
Après une période creuse à la suite d'un changement d'équipe sportive, il gagne lors de son retour en 2017 deux combats contre des adversaires hongrois et tchèque au mois d'avril et d'octobre à Vesoul. Il remporte la ceinture de champion international de la World Boxing Fédération en mettant KO au 9e round le Finlandais Janne Forsman le 18 novembre à Dole.
Bilel Latreche retrouve son adversaire français Yoan Bloyer le vendredi 26 octobre 2018 à Vesoul pour s'imposer une seconde fois aux points à l'unanimité des juges. Il remporte ensuite une nouvelle victoire par KO au 6e round le 14 décembre 2018 au palais des sports de Dijon aux dépens du géorgien Merab Gukasian. Après un voyage au tapis à la seconde reprise et au 5e round, l'arbitre stoppe le combat après un 4e compte debout.
Après deux nouvelles victoires lors de combats internationaux face à deux boxeurs d’Ukraine, le 16 novembre 2019 au Casino de Pougues les Eaux et le 13 décembre à Vesoul, Bilel est obligé de remettre son combat pour un titre international de la WBA qui devait avoir lieu le 27 mars 2020 à Dijon à la suite de la pandémie de Covid-19. Malheureusement, une seconde fois ce combat est encore reporté alors qu'il devait avoir lieu en décembre 2020 puis mars 2021.

### Champion IBA international
Bilel Latreche fait son retour sur le ring lors d'un combat qui l'oppose au Finlandais Mathias Eklund lors d'une soirée prestigieuse au palais des Sports de Dijon le vendredi 26 novembre 2021. Après avoir envoyé au tapis trois fois son adversaire finlandais, il gagne par KO à la 7e reprise et devient ainsi le nouveau champion international de l'International Boxing Association. Cette victoire relance sa carrière après une absence sur le ring de plus de deux ans à cause de la pandémie du covid-19.

### Champion international IBF
Il est par la suite désigné challenger officiel pour le titre IBF international des poids mi-lourds contre le Colombien Deneb Diaz. Le combat devait initialement se tenir le 18 juin 2022 au Palais des Sports de Dijon mais a été reporté au 29 octobre 2022,,. Bilel s'impose aux points en dix rounds à l'unanimité des 3 juges devant 3 000 personnes,,.
Après cette victoire, il intègre le top 15 mondial de la World Boxing Organisation, l'une des 4 fédérations mondiales majeures de la boxe, à la 14e place ce qui lui permettrait de faire un championnat du monde par dérogation,.
Bilel remporte un combat international le samedi 18 mars contre le boxeur Franco-Polonais licencié en République tchèque Gregory Trenel. Ce combat lui sert de préparation à un combat prévu le 11 juin 2023 à Bangkok contre le champion en titre de la ceinture WBC Asie,.

### Champion d'Asie WBC silver à Bangkok en Thaïlande
En défiant le champion d'Asie Silver de la WBC, le Thaïlandais Thoadsak Sinam, Bilel Latreche est devenu le dimanche 11 juin 2023 à Bangkok le nouveau champion de la ceinture WBC de la zone Asie grâce à une victoire par KO à la 5e reprise. Un combat tout d'abord intense entre Sinam et Latreche qui se sont rendus coups pour coups du 1er au 3e round, dans une chaleur étouffante dans la banlieue de Pathum Thani de Bangkok. À partir du 4e round, Latreche plus précis et imposant un rythme très élevé, réussit à toucher durement à plusieurs reprises le champion local. Et c'est au cinquième round après un premier voyage au tapis que Sinam est déclaré KO à la suite d'un second voyage au tapis obligeant l'arbitre à arrêter le décompte de 10.
Son combat suivant est alors pressenti le mardi 24 octobre à la Commanderie de Dole en France lors d'une soirée ou sera en jeu une unification internationale de la ceinture de la WBA et de la WBO afin de continuer son ascension à l'échelle mondiale,,,.

### Champion WBO intercontinental
Bilel Latreche devient le nouveau champion intercontinental de la World Boxing Organisation grâce à sa victoire par abandon au cinquième round contre son adversaire Nicaraguayen Enriqué Diaz du Costa-Rica,,,,,,.
Ce combat qui a eu lieu à Dole dans le Jura dans la salle de spectacle de la Commanderie devant plus de 2 000 personnes a été une consécration pour Bilel Latreche qui est devenu l'un des rares français actuellement classé dans un top 15 mondial d'une fédération majeur. Après avoir été classé en début d'année à la 15e et 14e place, il se hisse à la 13e place du classement mondial de la WBO. Il peut ainsi être un potentiel challenger par dérogation pour un championnat du Monde.
Le 29 juin 2024, au Palais des Sports de Dijon, Bilel Latreche a gagné un combat par arrêt de l'arbitre au sixième round contre le puncheur du Vénézuela Carlos Rivero. Un combat également intense ou les deux boxeurs ont souffert de la chaleur dans un Palais des Sports comble, mais ou Bilel Latreche a su prendre le dessus sur Carlos Rivero dès le premier round en lui infligeant un premier knockdown. Le boxeur du Venezuela est rentré dans son combat à partir du 2e round jusqu'au 4e round mais n'a pas réussi à tenir la distance face aux coups puissants que Bilel Latreche lui a porté. Il subit un second knockdown et abandonne à l'appel de la sixième reprise,,.
Grâce à cette victoire, Bilel Latreche est classé dans le top 11 mondial de la WBO au classement de juillet et août 2024 et se rapproche d'une chance mondiale par dérogation ou d'un combat pour prétendre à un titre mondial ou intérimaire dans l'une des 4 fédérations mondiales majeurs (WBA, WBC, IBF et WBO).

## Palmarès
- Octobre 2023 : Champion WBO Intercontinental
- Juin 2023 : Champion WBC international Asia-Silver

- Octobre 2022 : champion international de l'IBF
- Novembre 2021 : champion international de l'International Boxing Association
- Novembre 2017 : champion international de la World Boxing Fédération
- Octobre 2016 : champion européen IBF est-ouest
- Février 2014 : conserve son titre de champion de France professionnel
- Octobre 2013 : champion de France professionnel
- Mars et juin 2011 : conserve sa ceinture de champion IBF espoirs
- Juin 2010 : champion IBF espoirs
- Vainqueur des combats internationaux et médaille d'or : France vs. République Tchèque, Suisse, Italie, Russie, Irlande et Bulgarie

## Distinction honorifique
- Médaille d'honneur de la Ville : Vesoul, Damparis, Gray, Beaune, Autun, Papeete, Faaa.[source insuffisante]
- Intronisé comme Ambassadeur de Belnus du CFDB des Hospices de Beaune [38],[39],[40]

## Controverses

### Accusation de violences conjugales
Bilel Latreche a été présenté au parquet en février 2025 pour une affaire de violences conjugales et placé sous contrôle judiciaire en attendant son audience devant le tribunal en août. Peu de temps après, il porte plainte contre son ex-femme pour les mêmes raisons.

### Accusation de diffamation
Le mai 2025, il est accusé de diffamation par une ancienne connaissance suite à des messages postés sur les réseaux sociaux.

### Accusation de détournement de fonds
En mai 2025, Bilel Latreche est accusé par des journalistes de Dijon Actualités de détournement de fonds. Quelques jours plus tard, la rédaction déclare avoir saisi le procureur de la république. Le 27 mai 2025, Bilel Latreche mets en cause le journal et accuse un journaliste d'entente avec son ex-femme.